# Bolívar (Táchira)
Bolívar è un comune del Venezuela situato nello Stato di Táchira.
Il capoluogo del comune è la città di San Antonio del Táchira.